# Campeonato Mundial Femenino de Futsal de 2008 (AMF)
- Nota: La selección de Rusia llegaba al primer mundial femenino luego de quedar campeona del torneo piloto en Corrientes, Argentina 2006. Así que técnicamente "era la campeona defensora del certamen".

El primer Campeonato Mundial Femenino de Futsal de la AMF se disputó en Cataluña, desde septiembre hasta octubre de 2008. El torneo fue organizado por la Federación Catalana de Fútbol Sala y la Asociación Mundial de Futsal (AMF). En este certamen participaron 12 selecciones nacionales y su sede fue la ciudad de Reus.

## Elección de la sede
- Cataluña: Fue delegada una de las comunidades autónomas de España, Cataluña como sede del mundial en abril de 2008.[4]

## Sede
La sede en la que se llevó a cabo el mundial fue en Reus, en Cataluña y el estadio en el que se desarrolló todos los partidos del torneo es en el Pabellón Olímpico de Reus.
| Reus                      |
| Pabellón Olímpico de Reus |
| Capacidad: 2.000          |
|                           |

## Sistema de juego
Divididos en 4 grupos de 3 equipos, los 12 equipos se enfrentaron entre sí en tres fechas clasificando los 2 mejores de cada grupo por puntos obtenidos a cuartos de final, los cuatro equipos restante disputarán una fase para definir 9° y 10°, 11° y 12° lugar. Con un total de 8 equipos clasificados a cuartos de final se enfrentarán en eliminación directa en 4 llaves; los ganadores de cada llave se enfrentarán en semifinales para definir los dos mejores equipos del mundial para jugar la gran Final y obtener el título de campeonas. Los cuatro equipos perdedores de la fase de cuartos de final se enfrentaron en una fase para definir 5° y 6°, 7° y 8° lugar.

## Símbolos
El balón que usaron para el mundial.
Mientras que los organizadores de la cita orbital mundialista hicieron una cooperación con una marca de fábrica de coches europea SEAT.
Homenaje a Rolando Alarcón Ríos
Pabellón nacional

## Camino al mundial
La selección argentina presentó su nómina oficial y se radicó en Españaluego de intensos trabajos de entrenamiento en los cuales estaban cuatro correntinas.
Mientras que la selección Colombia presentó su nómina para el torneo. La selección Antioquia, departamento del país es la base de la selección cafetera.
Por otra parte Galicia confirmó que participaría en el torneo mundialista dando su lista de jugadoras.
Esta es la nómina de selección paraguaya oficialque estará presente en el torneo orbitalque se celebrará en Cataluñadespués de un arduo trabajo.
Entretanto Cataluña está con entrenamientos intensos.
Y Venezuela saco su listado de jugadorasmientras alistaba y se preparaba para el mundial.
El listado de República Checay el de Rusia
Selección gallega femenina de fútbol de salón.

## Equipos participantes
En cursiva, los equipos debutantes.
En negrita, el equipo anfitrión.
| Confederación               | Selección       | Clasificación                    |
| --------------------------- | --------------- | -------------------------------- |
| CSFS (Sudamérica) (4 cupos) | Argentina       | (Subcampeón Torneo Piloto) 2006  |
| CSFS (Sudamérica) (4 cupos) | Brasil          | (4.to Puesto Torneo Piloto) 2006 |
| CSFS (Sudamérica) (4 cupos) | Colombia        |                                  |
| CSFS (Sudamérica) (4 cupos) | Paraguay        |                                  |
| CSFS (Sudamérica) (4 cupos) | Venezuela       | (3.er Puesto Torneo Piloto) 2006 |
| UEFS (Europa) (7 cupos)     | Cataluña        | (Anfitrión)                      |
| UEFS (Europa) (7 cupos)     | Bélgica         |                                  |
| UEFS (Europa) (7 cupos)     | Eslovaquia      |                                  |
| UEFS (Europa) (7 cupos)     | Galicia         |                                  |
| UEFS (Europa) (7 cupos)     | Italia          |                                  |
| UEFS (Europa) (7 cupos)     | República Checa |                                  |
| UEFS (Europa) (7 cupos)     | Rusia           | (Campeón Torneo Piloto) 2006     |
| UEFS (Europa) (7 cupos)     | Ucrania         |                                  |
| OFC (Oceanía) (1 cupo)      | Australia       |                                  |

- Originalmente las selecciones de  Brasil y  Eslovaquia estaban clasificadas y encuadradas en los grupos A y B respectivamente pero declinaron su participación en el mundial y la AMF delegó a  Ucrania y  Bélgica como sus respectivos reemplazos.

- Los equipos de  Rusia,  Argentina,  Selección femenina de fútbol de salón de Venezuela y  Brasil fueron podio en el Torneo Piloto de 2006 que tenía intenciones de ser un mundial pero no se pudo concretar debido a la baja de muchas selecciones.

- Argentina: A pesar de que el equipo tenía por nombre  Región Andina junto a Chile la mayoría de esa selección era de Argentina entonces por consiguiente se queda con todos los resultados y estadísticas que se obtuvieron en el certamen del torneo piloto.

## Sorteo

### Líneas
| Línea 1                           | Línea 2                                   | Línea 3                             |
| --------------------------------- | ----------------------------------------- | ----------------------------------- |
| Cataluña Rusia Paraguay Venezuela | Galicia Eslovaquia República Checa Italia | Brasil Argentina Australia Colombia |

### Grupos
| Grupo A              | Grupo B                        | Grupo C                   | Grupo D                           |
| -------------------- | ------------------------------ | ------------------------- | --------------------------------- |
| Rusia Galicia Brasil | Venezuela Eslovaquia Argentina | Paraguay Italia Australia | Cataluña República Checa Colombia |

- Brasil: Estaba sorteado en el grupo A y fue reemplazado por  Ucrania.[16]

- Eslovaquia: Estaba sorteado en el grupo B y fue reemplazado por  Bélgica.[33]

## Desarrollo del Campeonato
Previa
Resultados Primera fecha
Resultados Segunda fecha
Resultados Tercera fecha
Resultados Cuartos de final
Resultados Semifinales
Final 

## Primera fase

### Grupo A
| Grupo A | Pts | J | G | E | P | GF | GC | Dif |
| ------- | --- | - | - | - | - | -- | -- | --- |
| Rusia   | 4   | 2 | 2 | 0 | 0 | 7  | 4  | +3  |
| Galicia | 2   | 2 | 1 | 0 | 1 | 7  | 7  | 0   |
| Ucrania | 0   | 2 | 0 | 0 | 2 | 6  | 9  | -3  |

| 30 de septiembre de 2008 | Rusia                             | 3:2 (1:1) | Galicia                    | Pabellón Olímpico de Reus, Reus |                              |
| 15:30                    | Dobrosostkaya 8' 21' · Rabakh 39' | Reporte   | 16'Fernández · 23'Ferreyro | Árbitro(s): Bernal y Vázquez    | Árbitro(s): Bernal y Vázquez |

- Equipo libre:  Ucrania.

| 1 de octubre de 2008 | Galicia                                     | 5:4 (3:1) | Ucrania                         | Pabellón Olímpico de Reus, Reus |                             |
| 16:00                | Cadavid 4' 30' · Andre 8' · Tesouro 30' 37' | Reporte   | 13' 24'Arkel · 30' 37'Nifanteya | Árbitro(s): Arsenio y Sauer     | Árbitro(s): Arsenio y Sauer |

- Equipo libre:  Rusia.

| 2 de octubre de 2008 | Rusia                                                    | 4:2 (4:1) | Ucrania                | Pabellón Olímpico de Reus, Reus |                          |
| 16:00                | Lituinova 2' · Volyakova 7' · Kremlova 14' · Vlogova 37' | Reporte   | 5'Ignatyeva · 38'Arkel | Árbitro(s): Sans y Sauer        | Árbitro(s): Sans y Sauer |

- Equipo libre:  Galicia.

### Grupo B
| Grupo B   | Pts | J | G | E | P | GF | GC | Dif |
| --------- | --- | - | - | - | - | -- | -- | --- |
| Argentina | 4   | 2 | 2 | 0 | 0 | 14 | 3  | +11 |
| Venezuela | 2   | 2 | 1 | 0 | 1 | 7  | 7  | 0   |
| Bélgica   | 0   | 2 | 0 | 0 | 2 | 2  | 13 | -11 |

| 30 de septiembre de 2008 | Venezuela                                               | 5:1 (3:1) | Bélgica      | Pabellón Olímpico de Reus, Reus |                                 |
| 17:15                    | Camargo 6' 7' · Ramírez 14' · Conde 35' · Miquilena 39' | Reporte   | 3'40'Meunier | Árbitro(s): Sykora y Palenzuela | Árbitro(s): Sykora y Palenzuela |

- Equipo libre:  Argentina.

| 1 de octubre de 2008 | Bélgica    | 1:8 (1:3) | Argentina                                                                     | Pabellón Olímpico de Reus, Reus |                            |
| 17:45                | Meunier 3' | Reporte   | 4' 20'Alcaraz · 15' 24'Samudio · 22'Banini · 25'Blanco · 32'Meza · 39'Madiano | Árbitro(s): Bernal y Bello      | Árbitro(s): Bernal y Bello |

- Equipo libre:  Venezuela.

| 2 de octubre de 2008 | Venezuela                  | 2:6 (0:2) | Argentina                                            | Pabellón Olímpico de Reus, Reus |                             |
| 17:45                | Cabral 25' · Hernández 32' | Reporte   | 4' 7' 23'Banini · 22'Villalba · 32'Alcaraz · 37'Meza | Árbitro(s): Sykova y Bernal     | Árbitro(s): Sykova y Bernal |

- Equipo libre:  Bélgica.

### Grupo C
| Grupo C   | Pts | J | G | E | P | GF | GC | Dif |
| --------- | --- | - | - | - | - | -- | -- | --- |
| Australia | 4   | 2 | 2 | 0 | 0 | 15 | 2  | +13 |
| Paraguay  | 1   | 2 | 0 | 1 | 1 | 3  | 7  | -4  |
| Italia    | 1   | 2 | 0 | 1 | 1 | 5  | 14 | -9  |

| 30 de septiembre de 2008 | Paraguay                | 3:3 (2:2) | Italia                                  | Pabellón Olímpico de Reus, Reus |                          |
| 19:00                    | Colman 4' 9' · Díaz 39' | Reporte   | 15'Ruggiero · 16'Gisondi · 26'Del Picco | Árbitro(s): Xaver y Sans        | Árbitro(s): Xaver y Sans |

- Equipo libre:  Australia.

| 1 de octubre de 2008 | Italia                      | 2:11 (0:9) | Australia                                                                                     | Pabellón Olímpico de Reus, Reus |                              |
| 19:30                | Uccelini 32' · Ruggiero 35' | Reporte    | 3'Garuen · 2' Mann · 2' 19'Burgess · 7'Banks · 8'Hammond · 8'Kent · 16'Tanson · 28' 39'Enreli | Árbitro(s): Viatches y Sauer    | Árbitro(s): Viatches y Sauer |

- Equipo libre:  Paraguay.

| 2 de octubre de 2008 | Paraguay | 0:4 (0:3) | Australia                        | Pabellón Olímpico de Reus, Reus |                             |
| 19:30                |          | Reporte   | 7'Garuen · 19' Burgess · 23'Mann | Árbitro(s): Vázquez y Bello     | Árbitro(s): Vázquez y Bello |

- Equipo libre:  Italia.

### Grupo D
| Grupo D         | Pts | J | G | E | P | GF | GC | Dif |
| --------------- | --- | - | - | - | - | -- | -- | --- |
| Colombia        | 3   | 2 | 1 | 1 | 0 | 3  | 2  | +1  |
| Cataluña        | 2   | 2 | 1 | 0 | 1 | 5  | 2  | +3  |
| República Checa | 1   | 2 | 0 | 1 | 1 | 1  | 5  | -4  |

| 30 de septiembre de 2008 | Cataluña                                   | 4:0 (2:0) | República Checa | Pabellón Olímpico de Reus, Reus     |                                     |
| 21:15                    | Vidal 1'30' · Torres 24' · Manzano 11' 28' | Reporte   |                 | Árbitro(s): Viatcheslav y Alexander | Árbitro(s): Viatcheslav y Alexander |

- Equipo libre:  Colombia.

| 1 de octubre de 2008 | República Checa | 1:1 (0:1) | Colombia   | Pabellón Olímpico de Reus, Reus |                            |
| 21:15                | Trojakova 39'   | Reporte   | 14'Montoya | Árbitro(s): Vázquez y Sans      | Árbitro(s): Vázquez y Sans |

- Equipo libre:  Cataluña.

| 2 de octubre de 2008 | Cataluña   | 1:2 (1:0) | Colombia       | Pabellón Olímpico de Reus, Reus |                              |
| 21:15                | Sánchez 8' | Reporte   | 26' 32'Montoya | Árbitro(s): José y Alexander    | Árbitro(s): José y Alexander |

- Equipo libre:  República Checa.

## Partidos de Consolación 9° al 12° puesto
|  | Semifinales     | Semifinales |                 |         | 9° y 10° puesto  | 9° y 10° puesto  |  |
|  |                 |             |                 |         |                  |                  |  |
|  |                 |             |                 |         |                  |                  |  |
|  | Ucrania         | 9           |                 |         |                  |                  |  |
|  | Ucrania         | 9           |                 |         |                  |                  |  |
|  | Italia          | 0           |                 |         |                  |                  |  |
|  | Italia          | 0           |                 | Ucrania | 1                |                  |  |
|  |                 |             |                 | Ucrania | 1                |                  |  |
|  |                 |             | República Checa | 2       |                  |                  |  |
|  | Bélgica         | 1           | República Checa | 2       |                  |                  |  |
|  | Bélgica         | 1           |                 |         |                  |                  |  |
|  | República Checa | 4           |                 |         | 11° y 12° puesto | 11° y 12° puesto |  |
|  | República Checa | 4           |                 |         | 11° y 12° puesto | 11° y 12° puesto |  |
|  |                 |             |                 |         |                  |                  |  |
|  |                 |             |                 |         | Italia           | 4                |  |
|  |                 |             |                 |         | Italia           | 4                |  |
|  |                 |             |                 |         | Bélgica          | 3                |  |
|  |                 |             |                 |         | Bélgica          | 3                |  |
|  |                 |             |                 |         |                  |                  |  |

### Semifinales 9° - 12° lugar
| 3 de octubre de 2008 | Ucrania                                                                                     | 9:0 (4:0) | Italia | Pabellón Olímpico de Reus, Reus |                             |
| 10:00                | Youdina 3' 24' 33' · Nifanteya 9' 15'< br />Usenko 26' 27' · Lukyanenko 14' · Ignatyeva 39' | Reporte   |        | Árbitro(s): Bernd y Vitaseh     | Árbitro(s): Bernd y Vitaseh |

| 3 de octubre de 2008 | Bélgica   | 1:4 (0:4) | República Checa                                              | Pabellón Olímpico de Reus, Reus     |                                     |
| 11:30                | Andre 22' | Reporte   | 1'32'krejcarova · 3'Divisova · 9'Hofrekva · 18'30'Omdraskova | Árbitro(s): Palenzuela y Viatochkin | Árbitro(s): Palenzuela y Viatochkin |

### 11° y 12° puesto
| 4 de octubre de 2008 | Italia                                         | 4:3 (2:2, 0:1) (t. s.)(2:1 t. s.) | Bélgica                     | Pabellón Olímpico de Reus, Reus |                              |
| 09:00                | Ruggiero 30' · Grandino 30' 45' · Pagliara 46' | Reporte                           | 8'Bordenza · 24' 42'Menuier | Árbitro(s): Vitasek y Skyaro    | Árbitro(s): Vitasek y Skyaro |

### 9° y 10° puesto
| 4 de octubre de 2008 | Ucrania   | 1:2 (0:1) | República Checa             | Pabellón Olímpico de Reus, Reus |                                |
| 10:30                | Arkel 36' | Reporte   | 13'Krejcarova · 35'Divisova | Árbitro(s): Valenzuela y Sauer  | Árbitro(s): Valenzuela y Sauer |

## Fase final

### Cuadro General
|  | Quinto puesto  | Quinto puesto  |           |   | Play-Offs 5.°- 8.° | Play-Offs 5.°- 8.° |          |   | Cuartos de final | Cuartos de final |              |       | Semifinales   | Semifinales   |  |  | Final | Final |
|  |                |                |           |   |                    |                    |          |   |                  |                  |              |       |               |               |  |  |       |       |
|  |                |                |           |   |                    |                    |          |   |                  |                  |              |       |               |               |  |  |       |       |
|  |                |                |           |   |                    |                    |          |   |                  |                  |              |       |               |               |  |  |       |       |
|  |                |                |           |   |                    |                    |          |   | Rusia            | 3                |              |       |               |               |  |  |       |       |
|  |                |                |           |   |                    |                    |          |   | Rusia            | 3                |              |       |               |               |  |  |       |       |
|  |                |                | Venezuela | 1 |                    |                    |          |   |                  |                  |              |       |               |               |  |  |       |       |
|  |                | Venezuela      | Venezuela | 1 | 3                  |                    |          |   |                  | Rusia            | 2            |       |               |               |  |  |       |       |
|  |                |                |           |   | 3                  |                    |          |   |                  | Rusia            | 2            |       |               |               |  |  |       |       |
|  |                |                | Australia | 4 |                    |                    | Cataluña | 3 |                  |                  |              |       |               |               |  |  |       |       |
|  | Australia      | 2              | Australia | 4 |                    |                    | Cataluña | 3 |                  |                  |              |       |               |               |  |  |       |       |
|  | Australia      | 2              |           |   |                    |                    |          |   |                  |                  |              |       |               |               |  |  |       |       |
|  |                |                | Cataluña  | 3 |                    |                    |          |   |                  |                  |              |       |               |               |  |  |       |       |
|  | Australia      | 0              | Cataluña  | 3 |                    |                    | Cataluña | 4 |                  |                  |              |       |               |               |  |  |       |       |
|  | Australia      | 0              |           |   |                    |                    | Cataluña | 4 |                  |                  |              |       |               |               |  |  |       |       |
|  | Argentina      | 5              |           |   | Galicia            | 0                  |          |   |                  |                  |              |       |               |               |  |  |       |       |
|  | Argentina      | 5              | Argentina | 1 | Galicia            | 0                  |          |   |                  |                  |              |       |               |               |  |  |       |       |
|  |                |                | Argentina | 1 |                    |                    |          |   |                  |                  |              |       |               |               |  |  |       |       |
|  |                |                | Galicia   | 8 |                    |                    |          |   |                  |                  |              |       |               |               |  |  |       |       |
|  | Séptimo puesto | Séptimo puesto | Galicia   | 8 | Argentina          | 5                  |          |   |                  |                  | Galicia (p.) | 3 (5) | Tercer puesto | Tercer puesto |  |  |       |       |
|  | Séptimo puesto | Séptimo puesto |           |   | Argentina          | 5                  |          |   |                  |                  | Galicia (p.) | 3 (5) | Tercer puesto | Tercer puesto |  |  |       |       |
|  |                |                |           |   | Paraguay           | 1                  |          |   | Colombia         | 3 (4)            |              |       |               |               |  |  |       |       |
|  | Venezuela      | 3              | Colombia  | 5 | Paraguay           | 1                  | Rusia    | 4 | Colombia         | 3 (4)            |              |       |               |               |  |  |       |       |
|  | Venezuela      | 3              | Colombia  | 5 |                    |                    | Rusia    | 4 |                  |                  |              |       |               |               |  |  |       |       |
|  | Paraguay       | 4              |           |   | Paraguay           | 1                  |          |   | Colombia         | 6                |              |       |               |               |  |  |       |       |

### Cuartos de final
| 3 de octubre de 2008 | Rusia                                       | 3:1 (2:1) | Venezuela | Pabellón Olímpico de Reus, Reus |                           |
| 16:00                | Volyakova 15' · Kremlova 15' · Mironova 30' | Reporte   | 16'Conde  | Árbitro(s): Sauer y Belho       | Árbitro(s): Sauer y Belho |

| 3 de octubre de 2008 | Australia             | 2:3 (2:1) | Cataluña                                      | Pabellón Olímpico de Reus, Reus |                              |
| 17:30                | Burguess 5'30' 19'10' | Reporte   | 19'12'Vidal · 36'20'Navarro · 38'40'Rodríguez | Árbitro(s): Alexander y Mora    | Árbitro(s): Alexander y Mora |

| 3 de octubre de 2008 | Argentina   | 1:8 (0:4) | Galicia                                                                                | Pabellón Olímpico de Reus, Reus |                           |
| 19:15                | Samudio 26' | Reporte   | 3' 37'Teijeiro · 6'Cadavid · 8'André · 10'Ferreyro · 26'Tesouro · 39'Outon · 39'Chávez | Árbitro(s): Bernal y Sans       | Árbitro(s): Bernal y Sans |

| 3 de octubre de 2008 | Colombia                                                 | 5:1 (2:0) | Paraguay | Pabellón Olímpico de Reus, Reus |                             |
| 20:45                | Peduzine 1' 33' · Imbachi 13' · Montoya 34' · Rivero 39' | Reporte   | 39'Díaz  | Árbitro(s): Bello y Vázquez     | Árbitro(s): Bello y Vázquez |

### Semifinales
| 4 de octubre de 2008 | Rusia                       | 2:3 (1:2) | Cataluña                         | Pabellón Olímpico de Reus, Reus |                             |
| 16:30                | Kremlova 1'30' · Popova 29' | Reporte   | 16'Rodríguez 28'Vidal 29'Navarro | Árbitro(s): Sauer y Vázquez     | Árbitro(s): Sauer y Vázquez |

| 4 de octubre de 2008 | Galicia                                    | 3:3 (3:3, 3:1) (t. s.)(0:0 t. s.)(5:4 p.) | Colombia                              | Pabellón Olímpico de Reus, Reus |                           |
| 18:15                | Ferreiro 11' · Fernández 19' · Cadavid 19' | Reporte                                   | 17'Calderón · 32'Riveros · 36'Montoya | Árbitro(s): Bernal y Osun       | Árbitro(s): Bernal y Osun |

| Tiros desde el punto penal |                  |     |                  |  |
|                            | Acierto de penal | 1:1 | Acierto de penal |  |
|                            | Acierto de penal | 2:2 | Acierto de penal |  |
|                            | Acierto de penal | 3:3 | Acierto de penal |  |
|                            | Acierto de penal | 4:4 | Acierto de penal |  |
|                            | Acierto de penal | 5:4 | Fallo de penal   |  |

### Play-Offs 5°- 8° puesto
| 4 de octubre de 2008 | Venezuela                               | 3:4 (0:1) | Australia                            | Pabellón Olímpico de Reus, Reus |                                 |
| 12:00                | Ramírez 24' · Conde 25' · Hernández 34' | Reporte   | 2'Kent · 21' 22'Burgess · 30'Hammond | Árbitro(s): Piatochkin y Sykaro | Árbitro(s): Piatochkin y Sykaro |

| 4 de octubre de 2008 | Argentina                         | 5:1 (3:1) | Paraguay | Pabellón Olímpico de Reus, Reus |                             |
| 13:30                | Banini 13' 23' 29' · Alcaraz 6' · | Reporte   | 4'Díaz   | Árbitro(s): Bello y Vitasek     | Árbitro(s): Bello y Vitasek |

### 7° y 8° puesto
| 5 de octubre de 2008 | Venezuela                       | 3:4 (0:2) | Paraguay                                             | Pabellón Olímpico de Reus, Reus |                                |
| 10:00                | Camargo 24' 26' · Hernández 25' | Reporte   | 18'Mancuello · 19'Ferreira · 28'Salinas · 29'Cabrera | Árbitro(s): Bello y Piatochkin  | Árbitro(s): Bello y Piatochkin |

### 5° y 6° puesto
| 5 de octubre de 2008 | Australia | 0:5 (0:2) | Argentina                             | Pabellón Olímpico de Reus, Reus |                           |
| 11:30                |           | Reporte   | Alcaraz 19' 35' 37' · Madiano 17' 33' | Árbitro(s): Vázquez y San       | Árbitro(s): Vázquez y San |

### Tercer puesto
| 5 de octubre de 2008 | Rusia                                         | 4:6 (2:2) | Colombia                                     | Pabellón Olímpico de Reus, Reus |                                |
| 15:15                | Litvinova 9' · Rabakh 12' · Polyakova 21' 35' | Reporte   | 1'Imbachi · 2'Munera · 28' 31' 32' 39'Rendón | Árbitro(s): Valenzuela y Bello  | Árbitro(s): Valenzuela y Bello |

### Final
| 5 de octubre de 2008 | Cataluña                            | 4:0 (2:0) | Galicia | Pabellón Olímpico de Reus, Reus |                             |
| 17:00                | Navarro 12' 18' · Rodríguez 36' 39' | Reporte   |         | Árbitro(s): Bernal y Saucir     | Árbitro(s): Bernal y Saucir |

|                              |
| Bandera de Cataluña          |
| Campeón Cataluña 1.er título |

## Tabla general
| Pos. | Equipo          | Pts | J | G | E | P | GF | GC | Dif. | Rend. |
| ---- | --------------- | --- | - | - | - | - | -- | -- | ---- | ----- |
| 1    | Cataluña        | 8   | 5 | 4 | 0 | 1 | 15 | 6  | +9   | 80%   |
| 2    | Galicia         | 5   | 5 | 2 | 1 | 2 | 18 | 15 | +3   | 50%   |
| 3    | Colombia        | 8   | 5 | 3 | 2 | 0 | 17 | 10 | +7   | 80%   |
| 4    | Rusia           | 6   | 5 | 3 | 0 | 2 | 16 | 14 | +2   | 60%   |
| 5    | Argentina       | 8   | 5 | 4 | 0 | 1 | 25 | 12 | +13  | 80%   |
| 6    | Australia       | 6   | 5 | 3 | 0 | 2 | 21 | 13 | +8   | 60%   |
| 7    | Paraguay        | 3   | 5 | 1 | 1 | 3 | 9  | 20 | -11  | 30%   |
| 8    | Venezuela       | 2   | 5 | 1 | 0 | 4 | 14 | 18 | -4   | 20%   |
| 9    | República Checa | 5   | 4 | 2 | 1 | 1 | 8  | 8  | 0    | 62,5% |
| 10   | Ucrania         | 3   | 4 | 1 | 1 | 2 | 17 | 12 | +5   | 37,5% |
| 11   | Italia          | 2   | 4 | 1 | 0 | 2 | 8  | 25 | -17  | 25%   |
| 12   | Bélgica         | 0   | 4 | 0 | 0 | 4 | 5  | 20 | -15  | 0%    |

## Premios y reconocimientos

### Goleadora
| Jugador               | Equipo    | Goles |
| --------------------- | --------- | ----- |
| Estefania Banini Ruiz | Argentina | 9     |

### Valla menos vencida
| Jugador             | Selección | Goles |
| ------------------- | --------- | ----- |
| Guerrero y Raventós | Cataluña  | 6     |